# Arcata di Douglas
Il punto di passaggio tra i tre quarti superiori della lamina posteriore della guaina dei muscoli retti anteriori dell'addome (formata dall'aponeurosi del muscolo trasverso dell'addome e dal fascio posteriore dell'aponeurosi del muscolo obliquo interno, in quanto, nei 3/4 superiori, l'aponeurosi di tale muscolo si sdoppia passando sia anteriormente che posteriormente ai retti, e dalla fascia trasversa) e l'ultimo quarto (formato esclusivamente dalla fascia trasversale, in quanto, tutte le aponeurosi degli altri muscoli antero-laterali dell'addome, nel quarto inferiore, passano davanti ai retti). 
Vi passano i vasi epigastrici inferiori.